# Імперське міністерство юстиції
Імпе́рське міністе́рство юсти́ції (нім. Reichsjustizministerium) — центральна державна установа Німеччини, що існувала за часів Німецької імперії, Веймарської республіки і Третього Рейху. Здійснювала прокурорський нагляд і керівництво місцями відбування покарань, пов'язаних із позбавленням волі.

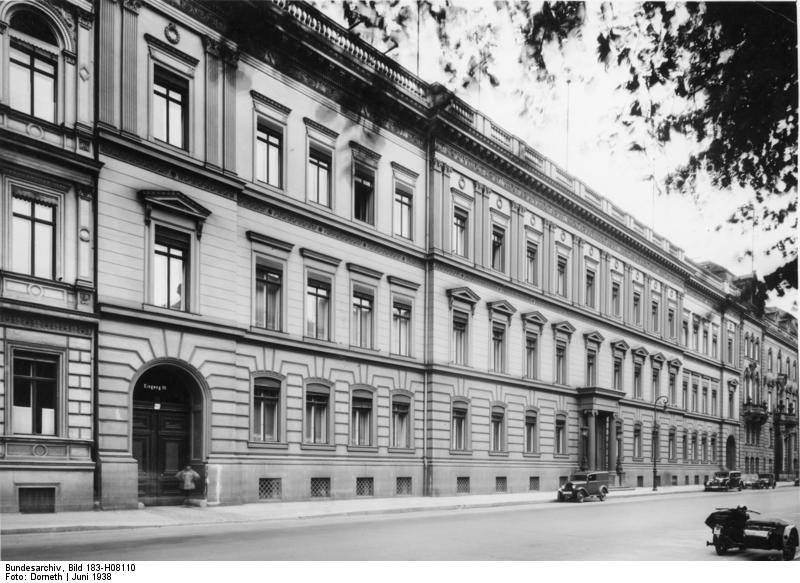
Будівля міністерства юстиції на Вільгельмштрасе, 65 (Берлін, 1938)

## Історія
1 січня 1877 року був заснований Імператорський офіс юстиції. Після того, як Німеччина стала республікою в 1919 році, статус установи був підвищений до рангу міністерства.
Протягом 1930-х років йшов процес нацифікації судів, проте Міністерство юстиції не спромоглося подавити інакомислення й створити базу для викоренення опозиції в різних сферах німецького суспільства. Тому в квітні 1934 року Адольф Гітлер ухвалив рішення про створення Народної судової палати, яка перейняла на себе більшу частину судових функцій.
З підпорядкування Імперського міністерства юстиції були виведені також місця позбавлення волі, в першу чергу — концентраційні табори. Вони перейшли у підпорядкування СА, а згодом — СС.
Після закінчення Другої світової війни на процесах у справах нацистських юристів провідні чиновники Імперського міністерства юстиції були засуджені до різних термінів позбавлення волі.

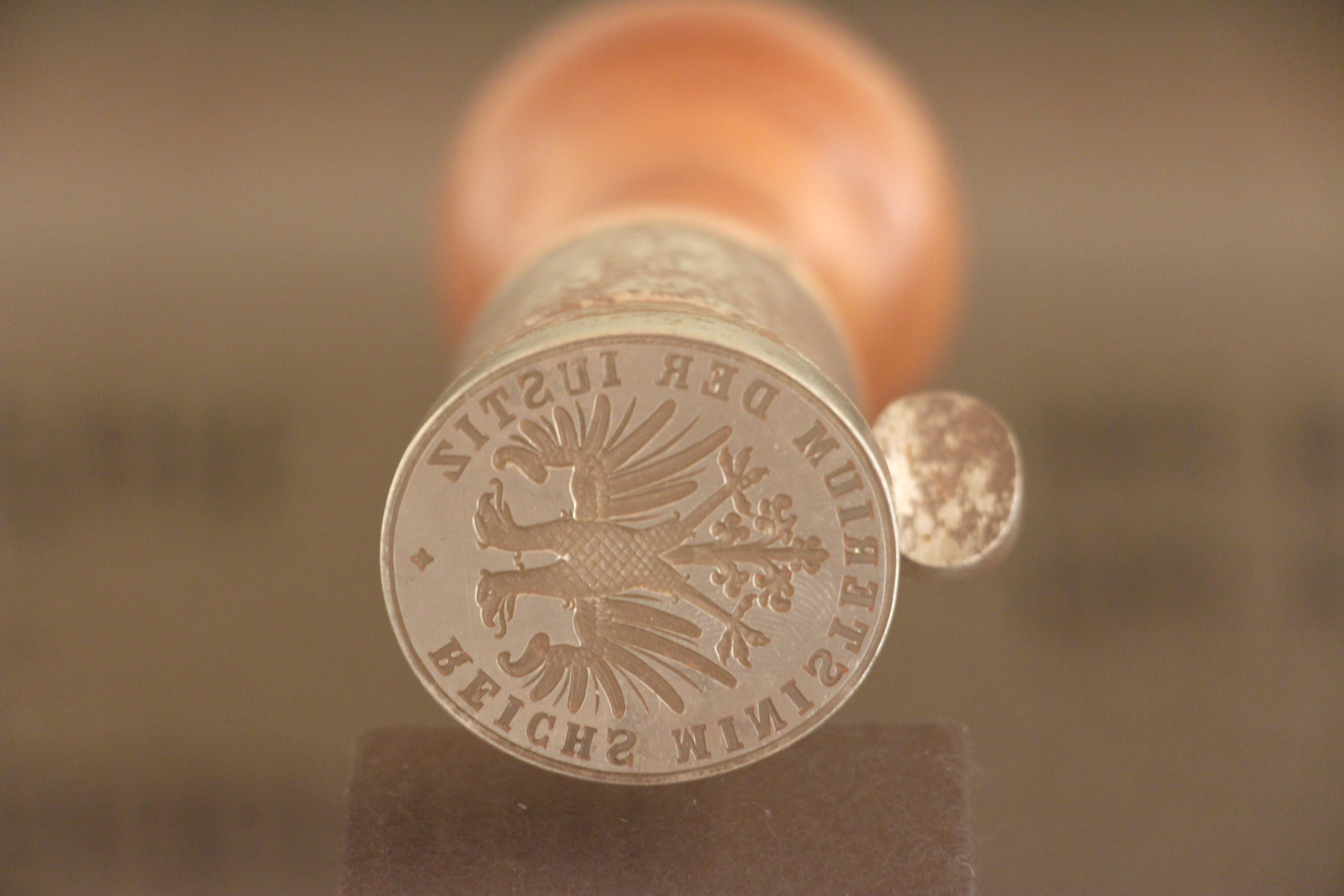
Перша печатка міністерства юстиції (1848—1849)

## Структура
- 1-й відділ — кадрові і адміністративні питання;
- 2-й відділ — юридична освіта і підготовка юридичних кадрів;
- 3-й відділ — організація звинувачення і ведення судового процесу;
- 4-й відділ — карне законодавство й адміністрація;
- 5-й відділ — місця позбавлення волі;
- 6-й відділ — цивільний кодекс і цивільний процес;
- 7-й відділ — торгове, державне, морське і міжнародне право.

Після приходу до влади нацистів, влітку 1933 року був сформований таємний, 15-й, відділ на чолі з міністеріалдиректором і оберфюрером СС Карлом Енгертом. У його функції входив контакт з гестапо.
У 1944 році 3-й і 4-й відділи були об'єднані.

## Очільники міністерства
- Отто Ландсберг (13.02.1919 — 20.06.1919);
- Ойген Шиффер (03.10.1919 — 26.03.1920);
- Андреас Блунк (27.03.1920 — 08.06.1920);
- Рудольф Гайнце (25.06.1920 — 04.05.1921);
- Ойген Шиффер (10.05.1921 — 22.10.1921);
- Густав Радбрух (26.10.1921 — 14.11.1922);
- Рудольф Гайнце (22.11.1922 — 12.08.1923);
- Густав Радбрух (13.08.1923 — 03.11.1923);
- Еріх Еммінгер (30.11.1923 — 15.04.1924);
- Курт Йоель (15.04.1924 — 15.12.1924);
- Йозеф Френкен (15.01.1925 — 21.11.1925);
- Ганс Лютер (21.11.1925 — 05.12.1925, в.о.);
- Вільгельм Маркс (20.01.1926 — 12.05.1926);
- Йоганес Белль (16.05.1926 — 17.12.1926);
- Оскар Герґт (29.01.1927 — 12.06.1928);
- Еріх Кох-Везер (28.06.1928 — 13.04.1929);
- Теодор фон Жерард (13.04.1929 — 27.03.1930);
- Йоган Віктор Бредт (30.03.1930 — 05.12.1930);
- Курт Йоель (05.12.1930 — 09.10.1931, в. о.);
- Курт Йоель (10.10.1931 — 30.05.1932);
- Франц Гюртнер (01.06.1932 — 29.01.1941);
- Франц Шлегельбергер (30.01.1941 — 19.08.1942, в. о.);
- Отто Георг Тірак (20.08.1942 — 23.05.1945).